# Дивлікар
Дивлікар —
1. скорочена назва посади «дивізійний лікар».
2. військове звання вищого начальницького складу в військово-санітарному управлінні Червоної армії, а також в санітарному відділі НКВС в 1935-1942 роках.

Дивлікар  (рос. Дивврач, від «дивізія» та лікар, скор. дивізійний лікар) — військове звання вищого начальницького військово-медичного складу в військово-санітарному управлінні Червоної армії СРСР, а також санітарному відділі НКВС з 1935 року по 1942 роки.
У 1935-1940 роках еквівалентом звання було: в сухопутних та військово-повітряних силах звання - комдив, в ВМС - флагман ІІ рангу.
Дивлікар був вище за рангом ніж бриглікар і нижче за рангом ніж корлікар.

## Військове звання в Червоній армії СРСР

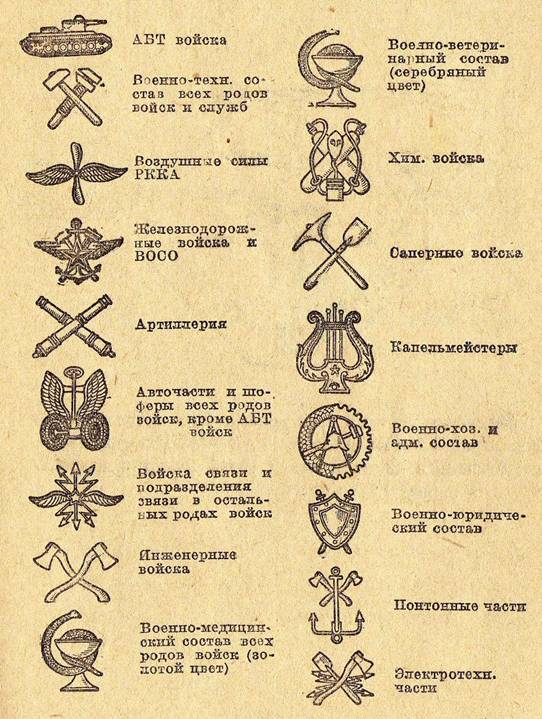
Додаток 1 Статуту внутрішньої служби РСЧА 1937 року («УВС-37») «Малюнки петличні знаків-емблем»

### 1935-1940
22 вересня 1935 року, при введенні персональних військових звань, для начальницького складу військово-медичного складу РСЧА, були введені окремі звання, які відрізнялися від звань командного складу. Еквівалентом звань командного складу «комдив» (сухопутні сили), та «флагман ІІ рангу», було звання військово-медичного складу «дивлікар».

### 1940
Указами Президії Верховної Ради СРСР від 7 травня 1940 «Про встановлення військових звань вищого командного складу Червоної Армії» (рос. «Об установлении воинских званий высшего командного состава Красной Армии») та «Про встановлення військових звань вищого командного складу Військово-Морського Флоту» (рос. «Об установлении воинских званий высшего командного состава Военно-Морского Флота») вводилися генеральські та адміральські звання для вищого командного складу. 

### 1942
У 1942 роках відбувається уніфікація військових звань різних складів та служб РСЧА та РСЧФ. Звання дивлікар, як і інші особливі звання військово-медичного було скасовано. При переатестації носіям цього надавали уніфіковані звання офіцерів та генералів медичної служби.

### Знаки розрізнення
Знаки розрізнення начальницького складу сухопутних і повітряних сил РСЧА, були червоні, їх носили на петлицях свого роду військ чи служби, з відповідним особливим значком (емблемою).
Для звання дивлікар був встановлений знак розрізнення два ромби в петлиці, як у комдива, відрізняючись тільки окантовкою петлиць, замість командирської золотистої окантовки, вона була кольорова, як у решти начальницького складу, а також у молодшого комскладу і червоноармійців. Військово-медичний склад  (як і військово-господарський, адміністративний та військово-ветеринарний) мав темно-зелені петлиці з червоною облямівкою, на яких була емблема служби. Військовослужбовці військово-медичного складу РСЧА не мали на рукавах нашивок які були присутні у командного складу.
Дивлікарі військово-санітарного управління які служили на флоті, носили форму військово-морських сил (РСЧФ). Знаки розрізнення розташовувалися на рукавах у вигляді смуг з срібної галунної стрічки, просвіти між смугами були зелені.
У дивлікаря ВМФ знаки розрізнення аналогічні флагману ІІ рангу, дві смуги на рукаві: одна широка смуга вище якої одна середня; між якими смуга кольору служби (зелений).

## Медичний склад НКВС
В тому ж 1935 році коли були введені персональні військові звання в РСЧА, відбуваються подібні процеси в НКВС. Згідно з наказом НКВС СРСР № 319 від 10 жовтня 1935, постановою  НКВС СРСР № 2250 від 7 жовтня 1935, а також наказами № 396 (по ГУДБ) и № 399 (ГУПВО) від 27.12.1935 року для особового складу певних Головних управлінь НКВС (як то ГУПВО та ГУДБ) вводяться персональні військові та спеціальні звання. Якщо співробітники ГУДБ отримали особливі звання то особовий склад ГУПВО (прикордонні та внутрішні війська) отримали звання за зразком раніше прийнятих в РСЧА. Введені вже в 1936 році знаки розрізнення (спершу на рукавах, пізніше на рукавах та петлицях) різнились від армійських.
На петлицях з’являються повздовжні просвіти, певного кольору. Молодший командний начальницькі склади мали червоні просвіти, середній та старший склади мали сріблясті просвіти, вищий склад мав золотисті просвіти. Також на петлицях, в залежності від звання розташовувалася певна кількість сріблястих (старший склад), золотистих (вищий склад) п’ятипроменевих зірочок чи червоних емальованих трикутників (середній склад) та золотисто-червоних кутиків (молодший).  Командний від начальницького складу відрізнявся наявністю галунного золотого трикутнику внизу петлиці (інтендантський склад мав сині кути), колір петлиць був краповий для внутрішньої охорони (військ) та зелений для прикордонників. Носій звання медичного складу «дивлікар», отримав за знаки розрізнення по дві золоті зірки на петлиці з золотими просвітами, а також по дві червоні зірки з золотою облямівкою на рукавах. На петлицях була присутня емблема медиків, за зразком прийнятих в РСЧА.
Дані знаки розрізнення проіснували недовго і вже в 1937 році їх було скасовано, а замість їх ввели знаки розрізнення за зразком РСЧА. Дивлікарі НКВС як і їх армійські колеги отримали по два ромби на кожну з петлиць, крапову чи зелену в залежності від роду військ (облямівка петлиць червона).

## Галерея

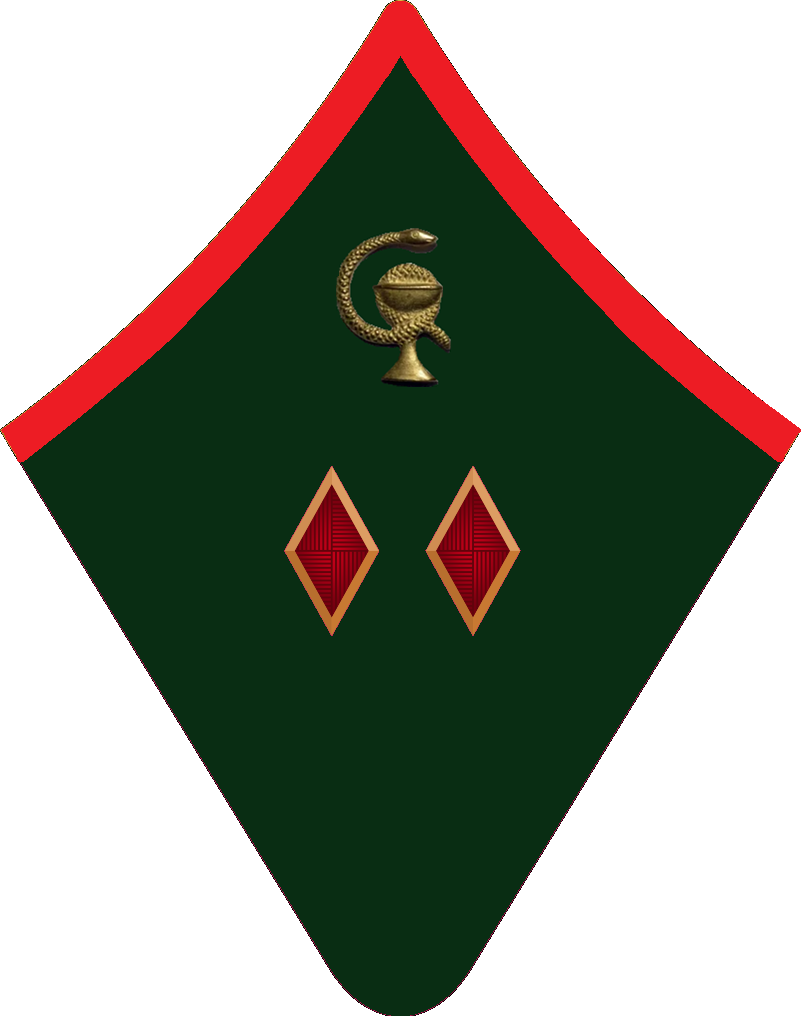
Петлиця на шинель дивлікаря РСЧА, 1935-1942
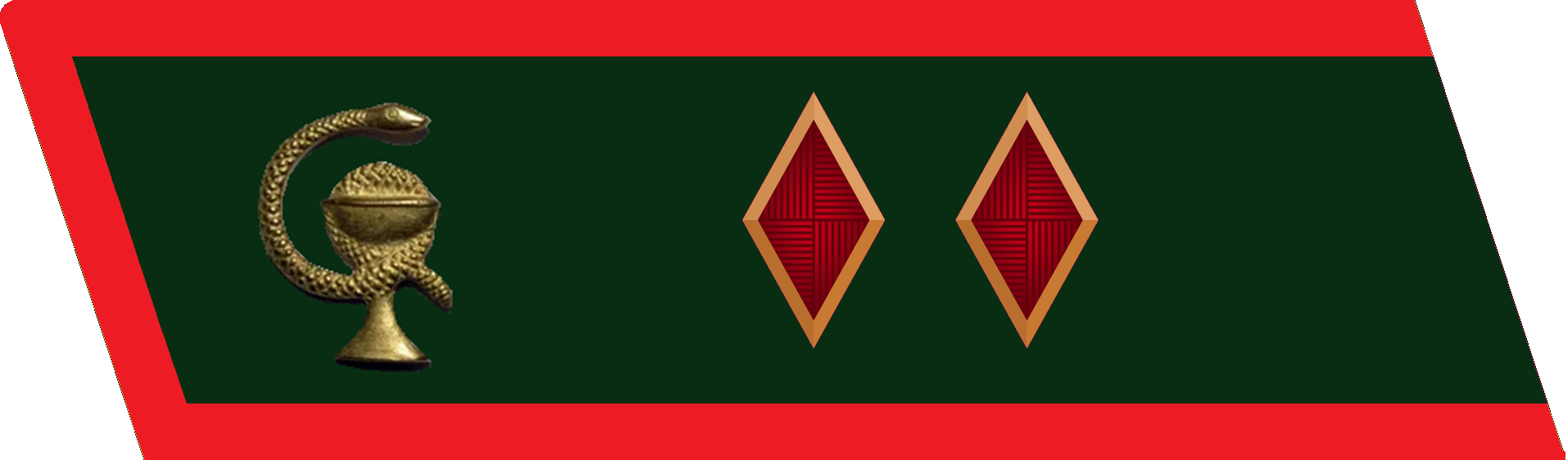
Петлиця на гімнастерку дивлікаря РСЧА, 1935-1942
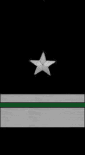
Знаки розрізнення див лікаря флоту, 1935-1942
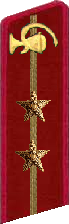
Петлиця дивлікаря внутрішніх військ НКВС, 1936-1937
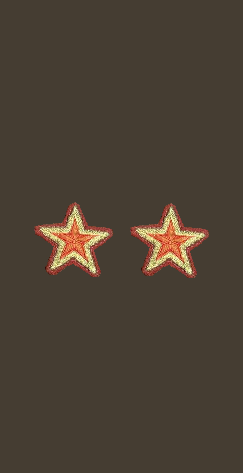
Нарукавні знаки розрізнення дивлікаря військ НКВС, 1936-1937

## Співвідношення
| Рід військ                                      | Відповідне звання / посада |
| Командний склад                                 | Командний склад |
| ----------------------------------------------- | --- |
| Сухопутні та Військово-повітряні сили РСЧА      | Комдив |
| Військово-морський флот                         | Флагман ІІ рангу |
| Народний комісаріат внутрішніх справ            | Старший майор державної безпеки , введене постановою ЦВК та РНК СРСР від 7 жовтня 1935 року (військовослужбовці прикордонних та внутрішніх військ НКВС мали військові звання, які вживалися в РСЧА) Старший майор міліції |
| Начальницький склад                             | |
| сухопутні війська та ВПС                        | Дивінженер |
| ВМФ                                             | |
| військово-політичний склад усіх родів військ    | Дивізійний комісар |
| військово-господарський склад усіх родів військ | Дивінтендант |
| військово-юридичній склад усіх родів військ     | Диввійськюрист |
| військово-ветеринарний склад усіх родів військ  | Дивветлікар |